# HD 219077
HD 219077 — звезда, которая находится в созвездии Тукан на расстоянии около 95,7 световых лет от нас. Вокруг звезды обращается, как минимум, одна планета.

## Характеристики
HD 219077 — звезда 6,12 видимой звёздной величины; впервые в астрономической литературе упоминается в каталоге Генри Дрейпера, изданном в начале XX века. Это довольно старый (возрастом около 8,9 млрд лет) жёлтый карлик, имеющий массу и радиус, равные 1,05 и 1,91 солнечных. Температура поверхности HD 219077 составляет около 5940 кельвинов. Светимость звезды превышает солнечную в 2,66 раза.

## Планетная система
В 2012 году группой астрономов, работающих со спектрографом CORALIE, было объявлено об открытии планеты HD 219077 b в системе. Это газовый гигант, превосходящий по массе Юпитер в десять с лишним раз. Планета обращается по сильно вытянутой эллиптической орбите на расстоянии 6,22 а.е. от родительской звезды, совершая полный оборот за 5501 суток. Открытие планеты было совершено методом доплеровской спектроскопии.